# Marco Lehmann
Marco Lehmann (Bülach, 28 ottobre 1993) è un cestista svizzero.

## Biografia
È nato a Bülach nel Canton Zurigo. È apertamente omosessuale. Ha fatto coming out nel 2021 attraverso un'intervista al sito ufficiale della FIBA, nella quale ha denunciato l'esistenza di un ambiente ostile nel quale l'omosessualità è considerata un tabù ed un segno di debolezza. Il timore di rimanere senza contratto lo ha spinto a nascondere il proprio orientamento sessuale per diversi anni.

### Carriera

#### Squadre di club
È cresciuto agonisticamente nella pallacanestro partendo dalle giovanili dell'Opfikon Basket. Nel 2012 è stato ingaggiato del BC Alte Kanti Aarau, squadra con cui ha debuttato nella Lega Nazionale B, vincendo il titolo nel 2012-13 e nel 2014-15. Nella stagione 2013-14 è stato riconosciuto come il miglior giocatore del campionato dal sito internet eurobasket.com. Nel 2015 è stato acquistato dal Grasshopper e nella stagione 2015-16 è stato di nuovo premiato come il miglior giocatore del campionato.
Nel 2016 è passato al Swiss Central ed ha militato in Lega Nazionale A, terminando la stagione con l'eliminazione ai quarti di finale dei play-off. Nelle stagioni 2016-17 e 2017-18 è stato il miglior marcatore svizzero del campionato con medie di 18,2 e 17,6 a partita.
Ha giocato nella variante della pallacanestro 3 contro 3, arrivato settimo nel torneo finale della serie mondiale nell'ottobre 2017. Nel 3x3 ha militato per il Team Lausanne.
All'inizio di novembre 2019 si è unito al Fribourg Olympic.

#### Nazionale
Nel 2013 ha fatto parte della squadra nazionale svizzera under 20 che ha partecipato al campionato europeo B. Nel corso del torneo e ha realizzato una media 7,6 punti a partita.
È uno degli elementi di punta della nazionale svizzera 3x3.

## Palmarès

### Club
- LNB: 2

BC Alte Kanti Aarau: 2012-13, 2014-15

### Individuale
- Miglior giocatore svizzero U23 LNB: 2

2014-15, 2015-16